# Oroville (Washington)
Oroville az Amerikai Egyesült Államok északnyugati részén, Washington állam Okanogan megyéjében elhelyezkedő város. A 2010. évi népszámlálási adatok alapján 1686 lakosa van.
A fehérek által az 1850-es évek második felétől lakott település a kereskedők idecsábításához először az „Oro” nevet viselte (spanyolul „arany”), azonban a posta ezt megváltoztatta, mivel Washingtonban létezett már egy Oso nevű helység. A Great Northern Railway személyvonatai 1909-től 1953. július 14-ig álltak meg a településen; a teherszállítás a későbbiekben is folytatódott. A település közelében található az 1937-ben megnyílt Dorothy Scott repülőtér.
A ma bányászvárosként funkcionáló Oroville-nek egy 1905 óta megjelenő hetilapja (Okanogan Valley Gazette-Tribune, korábban Oroville Weekly Gazette) van.
A település a minden augusztusban megrendezett Tumbleweed Film Festival helyszíne.

## Éghajlat
| Hónap                         | Jan.  | Feb.  | Már.  | Ápr. | Máj. | Jún. | Júl. | Aug. | Szep. | Okt.  | Nov.  | Dec.  | Év    |
| ----------------------------- | ----- | ----- | ----- | ---- | ---- | ---- | ---- | ---- | ----- | ----- | ----- | ----- | ----- |
| Rekord max. hőmérséklet (°C)  | 17,8  | 16,7  | 25,0  | 30,6 | 35,6 | 40,0 | 40,0 | 40,0 | 35,6  | 27,8  | 20,6  | 11,7  | 40,0  |
| Átlagos max. hőmérséklet (°C) | 0,0   | 5,0   | 12,2  | 18,3 | 22,8 | 26,1 | 30,0 | 29,4 | 23,9  | 15,6  | 6,1   | 0,0   | 15,8  |
| Átlagos min. hőmérséklet (°C) | −6,1  | −3,3  | −0,6  | 2,8  | 6,7  | 10,0 | 12,2 | 12,2 | 7,8   | 2,2   | −1,1  | −4,4  | 3,2   |
| Rekord min. hőmérséklet (°C)  | −23,9 | −22,2 | −14,4 | −4,4 | −1,7 | 1,1  | 5,6  | 3,9  | −2,8  | −11,7 | −21,7 | −26,7 | −26,7 |
| Átl. csapadékmennyiség (mm)   | 27    | 26    | 20    | 21   | 35   | 36   | 17   | 17   | 11    | 18    | 31    | 32    | 291   |
| Forrás: The Weather Channel   |       |       |       |      |      |      |      |      |       |       |       |       |       |

## Népesség
A 2010-es népszámláláskor a városnak 1686 lakója, 698 háztartása és 434 családja volt. A népsűrűség 384,9 fő/km2. A lakóegységek száma 797, sűrűségük 182 db/km2. A lakosok 78,8%-a fehér, 0,8%-a afroamerikai, 2,4%-a indián, 1,1%-a ázsiai, 0,1%-a a Csendes-óceáni szigetekről származik, 12,7%-a egyéb, 4,2%-a pedig kettő vagy több etnikumú. A spanyol vagy latino származásúak aránya 21,4% (19,1% mexikói, 0,7% Puerto Ricó-i, 0,2% kubai, 1,5% egyéb spanyol vagy latino származású.)
A háztartások 29,4%-ában élt 18 évnél fiatalabb. 45,6% házas, 10,7% egyedülálló nő, 5,9% egyedülálló férfi, 37,8% pedig nem család. 32,1% egyedül élt; 16,3%-uk 65 éves vagy idősebb. Egy háztartásban átlagosan 2,41 személy élt; a családok átlagmérete 3,03 fő.
A medián életkor 39,4 év volt. A város lakóinak 26,2%-a 18 évesnél fiatalabb, 5,3% 18 és 24 év közötti, 23,3%-uk 25 és 44 év közötti, 26,2%-uk 45 és 64 év közötti, 16,7%-uk pedig 65 éves vagy idősebb. A lakosok 49,2%-a férfi, 50,8%-a pedig nő.

## Fordítás
Ez a szócikk részben vagy egészben  az   Oroville, Washington című angol Wikipédia-szócikk ezen változatának fordításán alapul.  Az eredeti cikk szerkesztőit annak laptörténete sorolja fel. Ez a jelzés csupán a megfogalmazás eredetét és a szerzői jogokat jelzi, nem szolgál a cikkben szereplő információk forrásmegjelöléseként.